# Galería Arthur M. Sackler
La Galería Arthur M. Sackler es una galería subterránea de arte asiático en el National Mall en Washington D. C.; se encuentra justo detrás del castillo de la Institución Smithsonian. La Sackler es una de las dos galerías del Museo Nacional de Arte Asiático (la otra es la Galería Freer). Está conectada por pasillos subterráneos tanto a la Freer como al Museo Nacional de Arte Africano. La entrada principal a la Sackler es a través de los jardines del castillo Smithsonian en la Independence Avenue.
La Galería Sackler forma parte de la Institución Smithsonian.

## Historia
El primer ministro japonés Masayoshi Ōhira visitó la Freer Gallery of Art en 1979. Durante su visita, anunció que Japón donaría 1 millón de dólares al Smithsonian para ayudar en la construcción de un anexo al Freer para exhibir el arte asiático. Ese mismo año, el Senado de los Estados Unidos aprobó la solicitud de la Institución Smithsoniana de $ 500,000 para construir museos para el arte asiático y africano el 6 de junio. En junio de 1980, el Smithsonian retiró el Proyecto del Cuadrilátero Sur de su plan fiscal. El proyecto resurgió en 1981, y el 23 de diciembre el Congreso aprobó $ 960.000 para el nuevo complejo. Era la primera vez que los fondos federales contribuían a un proyecto sin restricciones.